# كأس ولي العهد البحريني لكرة القدم 2001
كأس ولي العهد البحريني لكرة القدم 2001 هي النسخة الأولى من كأس ولي العهد البحريني لكرة القدم وجرت من 13 مايو إلى 24 مايو 2001 بمشاركة الفرق التي احتلت المراكز الثماني الأولى في بطولة دوري الدرجة الأولى لموسم 2000-2001.
فاز نادي المحرق بالبطولة التي أقيمت بنظام خروج المغلوب.

## الدور الربع النهائي
| الأهلي | 0-1 | مدينة عيسى |
| ------ | --- | ---------- |
|        |     |            |

| الرفاع الغربي | 0-3 | الرفاع الشرقي |
| ------------- | --- | ------------- |
|               |     |               |

| البحرين | 1-3 | البسيتين |
| ------- | --- | -------- |
|         |     |          |

| المحرق | 0-3 | النجمة |
| ------ | --- | ------ |
|        |     |        |

## الدور النصف النهائي
| الرفاع الغربي | 1-2 | البحرين |
| ------------- | --- | ------- |
|               |     |         |

| المحرق | 1-3 | الأهلي |
| ------ | --- | ------ |
|        |     |        |

## المباراة النهائية
| المحرق | 4-5 | الرفاع الغربي |
| ------ | --- | ------------- |
|        |     |               |

## البطل
| كأس ولي العهد البحريني بطل 2001 |
| ------------------------------- |
| المحرق اللقب الأول              |